# Prismatolaimus aquaticus
Prismatolaimus aquaticus är en rundmaskart som beskrevs av Daday 1897. Prismatolaimus aquaticus ingår i släktet Prismatolaimus och familjen Prismatolaimidae. Inga underarter finns listade i Catalogue of Life.